# Lijst van burgemeesters van het Bildt
Dit is een lijst van burgemeesters van de Nederlandse gemeente het Bildt in de provincie Friesland. De gemeente het Bildt ging op 1 januari 2018 op in de gemeente Waadhoeke.
| Ambtsperiode | Naam burgemeester                        | Partij of stroming | Bijzonderheden                                |
| ------------ | ---------------------------------------- | ------------------ | --------------------------------------------- |
| 1851 - 1855  | Jhr. Tj.A.M.A. van Andringa de Kempenaer | Conservatieven     | Voorafgaand sinds 1834 grietman van het Bildt |
| 1856 - 1859  | J. Albarda Czn.                          |                    |                                               |
| 1859 - 1864  | J.S. Potter van Loon                     |                    |                                               |
| 1864 - 1871  | Hartman Johannes van Aisma               |                    |                                               |
| 1872 - 1886  | Ynso Oosterlo                            |                    |                                               |
| 1886 - 1892  | Arend Vlaskamp                           |                    |                                               |
| 1892 - 1896  | Edo Johannes Bergsma                     |                    | werd burgemeester van Enschede                |
| 1896 - 1930  | Deddo Hesselink                          |                    | was burgemeester van Finsterwolde             |
| 1930 - 1937  | Lucas Poppinga                           | ARP                |                                               |
| 1937 - 1944  | Gerrit Hendrik Kuperus                   | PvdA               | werd afgezet en moest onderduiken             |
| 1944 - 1945? | Kornelis van der Vlis                    | NSB                | waarnemend, was NSB burgemeester van Franeker |
| 1945 - 1945  | Douwe Jans Bierma Loco                   | NSB                |                                               |
| 1945 - 1946  | Gerrit Hendrik Kuperus                   |                    |                                               |
| 1947 - 1958  | Jakob Klok                               | PvdA               |                                               |
| 1958 - 1965  | Dirk de Zee                              | partijloos         | was burgemeester van Baflo                    |
| 1965 - 1976  | Geert van Veenen                         | ARP                |                                               |
| 1976 - 1983  | Gerrit Rombout                           | PvdA               |                                               |
| 1984 - 1989  | Bartele Vries                            | CDA                |                                               |
| 1989 - 2003  | Klaas Dankert                            | PvdA               |                                               |
| 2003 - 2010  | Aucke van der Werff                      | CDA                |                                               |
| 2010 - 2017  | Gerrit Krol                              | CDA                | waarnemend burgemeester                       |